# Jordi Montaña i Matosas
Jordi Montaña i Matosas es rector de la Universidad de Vich desde el 13 de julio de 2010, fecha en que fue nombrado por el Patronato de la Fundación Universitaria Balmes.

## Actividad docente
Catedrático de la Universidad Ramon Llull y profesor ordinario de ESADE, Jordi Montaña es doctor en Ingeniería Industrial por la Universidad Politécnica de Cataluña, máster en Dirección y Administración de Empresas por ESADE e ingeniero industrial por la Escuela Técnica Superior de Ingeniería Industrial de Barcelona. Cursó estudios de postgrado en la Universidad de Bradford, en el Management Center de Bruselas y en el IMD de Lausana.
Desde 1976 y hasta la fecha de su nombramiento como rector de la Universidad de Vich fue profesor de ESADE, donde dirigía la Cátedra ESADE de Gestión de Diseño, que tiene por objetivo la investigación de los aspectos relacionados con el diseño y la empresa y su impacto en la economía y en la sociedad.
Paralelamente fue profesor visitante de universidades como la École des Hautes Études Commerciales (HEC Paris), el Institute of Science and Technology (UMIST) de la University of Manchester, la Wissenschaftliche Hochschule für Unternehmensführung de Coblenza, el Art Center College of Design (Suiza), la Copenhague Business School y la Università Bocconi de Milán. Impartió docencia en la Universidad Centroamericana de Managua, en la Universidad Centroamericana José Simeón Cañas de San Salvador, en la Universidad EAFIT de Medellín y en el Indian Management Institute de Delhi, Bombay, Calcuta, Ahmedabad, Hyderabad, Puna y Lucknow. Fue el primer director del programa DEADE en Cuba, un programa conjunto de ESADE, la London School of Economics y HEC en La Habana y Santiago de Cuba.

## Actividad profesional
Vinculado al mundo del diseño industrial aplicado, fue fundador y consejero delegado de Quod, Diseño y Marketing SA y de Ingeniería Cultural SA; fundador y director general de la Sociedad Estatal para el Desarrollo del Diseño y la Innovación (Ministerio de Industria y Energía, España); presidente del consejo de Integral Design and Development SA; presidente de ADI-FAD, y patrono y miembro del comité ejecutivo de la Fundación Barcelona Centro de Diseño. Fue miembro del board y tesorero de la ONG internacional Design for the World.
En su trayectoria profesional ha mantenido una intensa actividad docente que ha hecho compatible con temas de consultoría en estrategias de marketing, innovación, desarrollo de productos, gestión del diseño y gestión de la marca corporativa en el ámbito empresarial (Manpower, Sony, La Española, Novartis, Nestlé, Simon, Samsung, Hewlett-Packard, Lexmark y otras) e instituciones públicas y privadas, entre las cuales el Instituto de la Pequeña y Mediana Empresa (Ministerio de Industria) de España, el Ministerio de Industria de Nicaragua, el Ministerio de Fomento de Venezuela, la Organización de las Naciones Unidas para el Desarrollo Industrial, el Banco Interamericano de Desarrollo y la Comisión Europea. Formó parte del grupo de expertos en diseño de la OAMI, el organismo de la Unión Europea para el registro del diseño y de las marcas comunitarias.

## Premios
2010. Premio 'Marketing Trends Award' por su contribución a la investigación en diseño, innovación y marketing, en el 9th International Congress Marketing Trends de la ESCP Europe.
2010. Distinción de oro de la North American Case Research Association.